# Crissier
Crissier je obec na jihozápadě Švýcarska, v okrese Ouest lausannois v kantonu Vaud. Žije zde přibližně 7 900 obyvatel.

## Geografie
Crissier leží v nadmořské výšce 467 m, vzdušnou čarou 5,5 km severozápadně od hlavního města kantonu, Lausanne. Aglomerační obec Lausanne se rozkládá na jihozápadním svahu mezi údolími Sorge na západě a Mèbre na východě, ve střední části kantonu Vaud, severně od Ženevského jezera.
Území obce o rozloze 5,5 km² pokrývá část náhorní plošiny Vaud. Území obce se rozkládá na svazích, na západě je ohraničeno údolím řeky Sorge a na východě údolím řeky Mèbre. Na severu zasahuje území až k sousední náhorní plošině Gros de Vaud. Nejvyšší bod Crissier se nachází v nadmořské výšce 585 m v lese Plamont. V roce 1997 bylo 44 % rozlohy obce pokryto zastavěnou plochou, 27 % lesy a lesními porosty a 29 % zemědělstvím.
Crissier zahrnuje nové obytné oblasti a rozsáhlou obchodní a průmyslovou zónu podél dálnice. Sousedními obcemi Crissier jsou Ecublens, Bussigny, Villars-Sainte-Croix, Mex, Sullens, Cheseaux-sur-Lausanne, Jouxtens-Mézery, Renens a exkláva města Lausanne.

## Historie

Letecký pohled (1960), Crissier vlevo nahoře

Crissier má velmi dlouhou tradicí osídlení. V oblasti kolem Châtelardu nad údolím Sorge existovalo osídlení v letech 3000 až 1800 př. n. l. Území obce bylo osídleno také v době římské, přičemž pozůstatky římské vily a základy další stavby byly nalezeny poblíž Timonetu.
První písemná zmínka o obci pochází z roku 1190 pod názvem Crissiacum, v roce 1219 se objevuje název Crissie. Název místa se odvozuje od latinského osobního jména Criscius. Ve středověku patřil Crissier ke katedrální kapitule v Lausanne. Po několika změnách majitelů se v roce 1595 stala samostatným panstvím a v roce 1732 přešla pod Lausanne.
Po dobytí Vaudu Bernem v roce 1536 přešel Crissier pod správu panství Lausanne. Po pádu Staré konfederace patřila obec v letech 1798–1803 v období helvétského soustátí ke kantonu Léman, který byl poté po vstupu v platnost Ústavy o zprostředkování sloučen s kantonem Vaud. V roce 1798 byla obec přiřazena k okresu Morges, roku 1803 byla převedena do okresu Lausanne.

## Obyvatelstvo
| Rok            | 1850 | 1900 | 1910 | 1930 | 1950 | 1960 | 1970 | 1980 | 1990 | 2000 |
| Počet obyvatel | 511  | 875  | 1192 | 1670 | 2068 | 3171 | 4592 | 4707 | 5878 | 6577 |

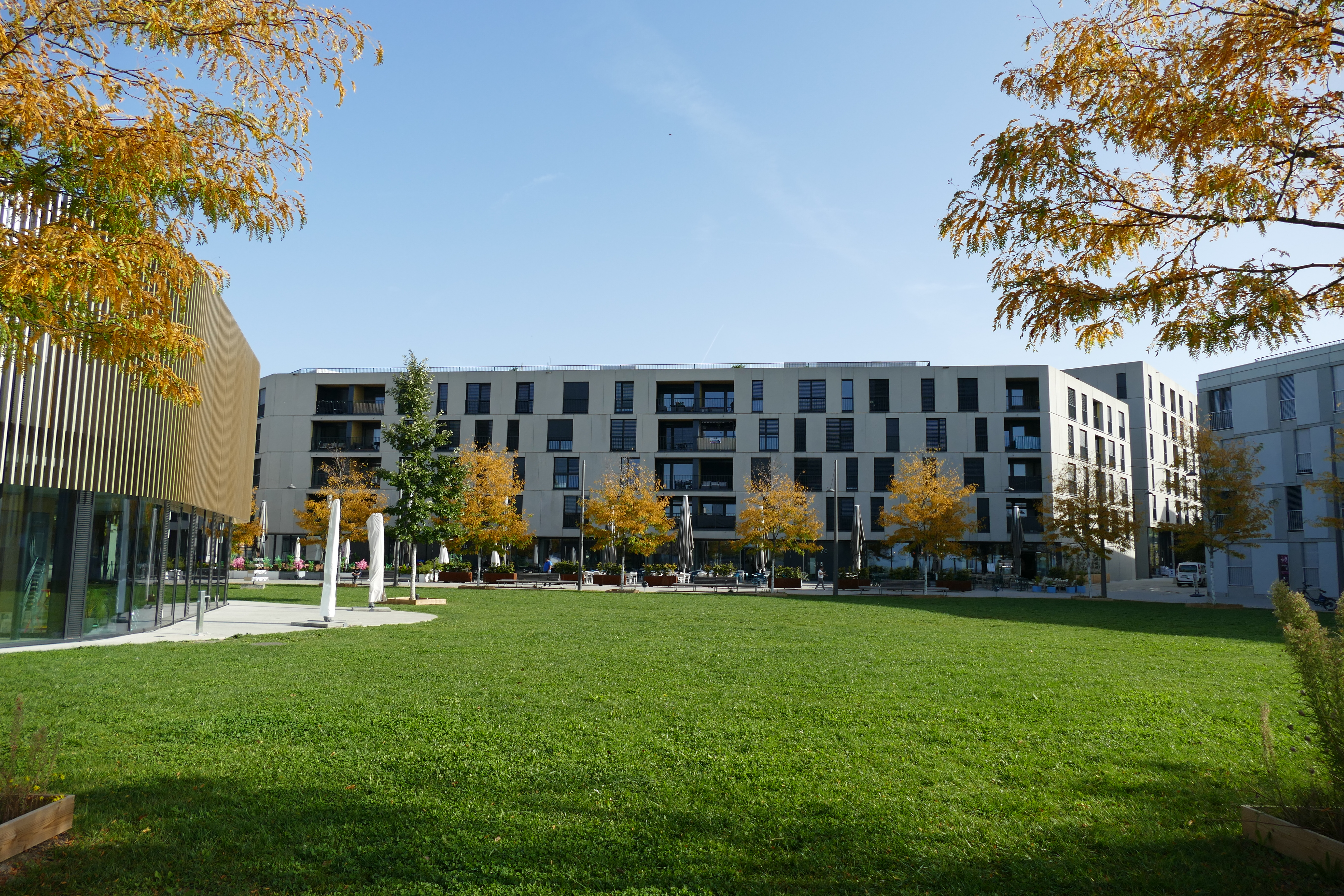
Čtvrť Oassis

Z celkového počtu obyvatel je 76,0 % francouzsky mluvících, 5,4 % italsky mluvících a 5,0 % portugalsky mluvících (stav v roce 2000). Počet obyvatel Crissier od roku 1850 neustále roste, přičemž největší nárůst byl zaznamenán v letech 1950–1970. Po přechodném období stagnace v 70. letech 20. století počet obyvatel od roku 1980 opět výrazně roste. Dnes se osídlená oblast Crissier plynule rozrůstá společně s obcemi Ecublens, Renens a Bussigny-près-Lausanne.

## Hospodářství
Až do konce 19. století byl Crissier převážně zemědělskou obcí. V té době byla velká část svahu osázena vinnou révou. Dnes vinařství téměř zcela zaniklo a zemědělství má malý význam i pro obživu obyvatel.
Od 17. století využívají vodní sílu řeky Mèbre dva mlýny. Na konci 19. století se obec rozšířila směrem dolů k železniční stanici v Renens a v Crissier se prosadily první průmyslové podniky. Jednalo se zejména o výrobu cigaretových filtrů a papíru (od roku 1912). To vedlo k výstavbě několika dělnických sídlišť na okraji obce.
V důsledku výborného dopravního spojení po výstavbě dálnice A1 vznikla na svahu pod starým centrem obce rozsáhlá obchodní a průmyslová zóna. Usadila se zde řada firem. K významným průmyslovým odvětvím patří strojírenství, potravinářský průmysl, výroba elektronických měřicích přístrojů, přesná mechanika a nábytkářský průmysl. V Crissier se nacházejí nákupní centra, mezi nimiž je od roku 2001 i centrum Coop-Léman. V současné době v obci sídlí přibližně 600 firem.
V Crissier se nachází divadlo (od roku 1969), kulturní dům (od roku 1979) a sportovní centrum (od roku 1990).

## Doprava
Obec má dobré dopravní spojení. Nachází se na hlavní silnici č. 9 z Lausanne do Vallorbe. Dálniční křižovatka Lausanne-Crissier na dálnici A1 (Ženeva–Lausanne–Yverdon) mezi křižovatkami Ecublens (západní přivaděč k městu Lausanne) a Villars-Sainte-Croix (A9, Lausanne–Sion) je vzdálena asi 1 km od centra obce.
Crissier je napojen na síť veřejné dopravy dvěma autobusovými linkami společnosti Transports publics de la région lausannoise.

## Osobnosti
- Paulo Diogo (* 1975), fotbalista
- Stan Wawrinka (* 1985), tenista